# Phare de l'île Coquet
Le phare de Coquet est un phare situé sur l'île Coquet, une île réserve d'oiseaux marins au bord de la côte du comté du Northumberland en Angleterre.
Ce phare est géré par le Trinity House Lighthouse Service à Londres,l'organisation de l'aide maritime des côtes de l'Angleterre.

## Histoire
Le phare a été érigé en 1841 par James Walker à côté de la structure restante d'un monastère médiéval sur le rivage sud-ouest de l'île. C'est une tour carrée en pierre crénelée de 22 m de haut, avec une lanterne sur la terrasse, attenante aux logements des gardiens.
Les 2/3 de la base de la tour sont restés naturels, le haut et la lanterne, ainsi que les logements annexes sont peints en blanc.
Le feut émet 4 flashs rouges et blancs, séparés de 2,5 secondes, toutes les 30 secondes elon direction. Le phare est automatisé depuis 1990 et sa corne de brume est toujours en activité.
l'île est une petite île, appartenant au Duc de Northumberland, situé à environ 2 km de la côte. C'est une réserve importante d'oiseaux marins et n'est donc pas visitable. Seuls les gardiens de la réserve viennent pour surveiller la nidification.
Identifiant : ARLHS : ENG-025 - Amirauté : A2780 - NGA : 2228.